# Silverte
Silverte är en dryck bestående av hett vatten med eller utan mjölk eller grädde som ger dess silvriga utseende. Ofta ingår också socker eller honung även om somliga föredrar den utan. Trots dryckens namn ingår inget te eller silver.